# Route commerciale de la Volga
Au Moyen Âge, la route commerciale de la Volga reliait l’Europe du Nord et le nord-ouest de la Russie à la mer Caspienne par la Volga. Les Rous’ utilisaient cette route pour leur commerce avec les pays musulmans sur les rives méridionales de la Caspienne, se rendant parfois aussi loin que Bagdad. Cette route fut progressivement remplacée par celle du Dniepr mieux connue sous le nom de route commerciale des Varègues aux Grecs et perdit son importance au XIe siècle.

## Les premières décennies

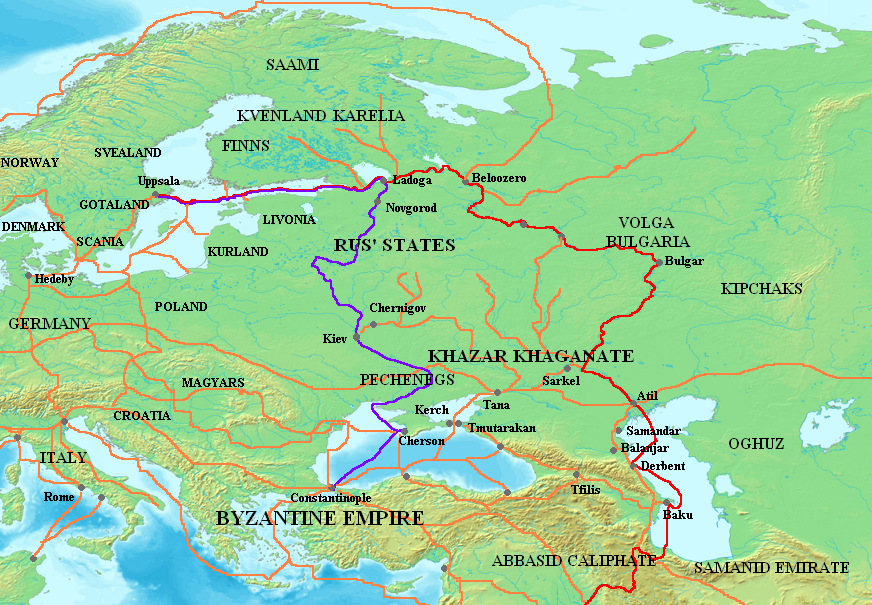
Carte montrant les principales routes commerciales varègues : la Volga (en rouge) et la “route des Varègues aux Grecs (en violet). Les autres routes utilisées du VIIIe siècle au XIe siècle sont en orange.

La route commerciale de la Volga fut tracée par des Varègues (Vikings suédois) qui peuplèrent le nord-ouest de la Russie au début du IXe siècle. Environ neuf kilomètres au sud de l’embouchure du lac Ladoga, ils fondèrent un poste  appelé (Grand/Velikiy) Ladoga (en vieux norrois : Aldeigjuborg). Des fouilles archéologiques ont démontré l’existence d’une activité commerciale sur la route de la Volga dès la fin du VIIIe siècle. C’est dans cette région de l’actuelle Russie, plus précisément à Timerevo dans le district d’Iaroslav, que l’on a découvert les plus anciennes et les plus riches accumulations de pièces de monnaie. Un lot de pièces découvert à Petergof, près de Saint-Pétersbourg contenait vingt pièces portant des inscriptions en arabe, en turc runique (probablement khazar), en grec et en vieux norrois, ces dernières constituant la moitié du lot. Elles incluaient des dirhams sassanides, arabes et arabo-sassanides, ces derniers datant de 804-805. Se basant sur une analyse des pièces de monnaie arabe trouvées en Europe de l’Est, Valentin Yanin a pu prouver que le plus ancien système monétaire des débuts de la Russie se basait sur l’ancien système de dirhams frappés en Afrique.

## Les échanges
À partir d’ Aldeigjuborg, les Rous’ pouvaient remonter le cours de la Volkhov jusqu’à Novgorod et de là vers le lac Ilmen et la rivière Lovat. Grâce à un portage (volok), ils atteignaient ensuite la source de la Volga.

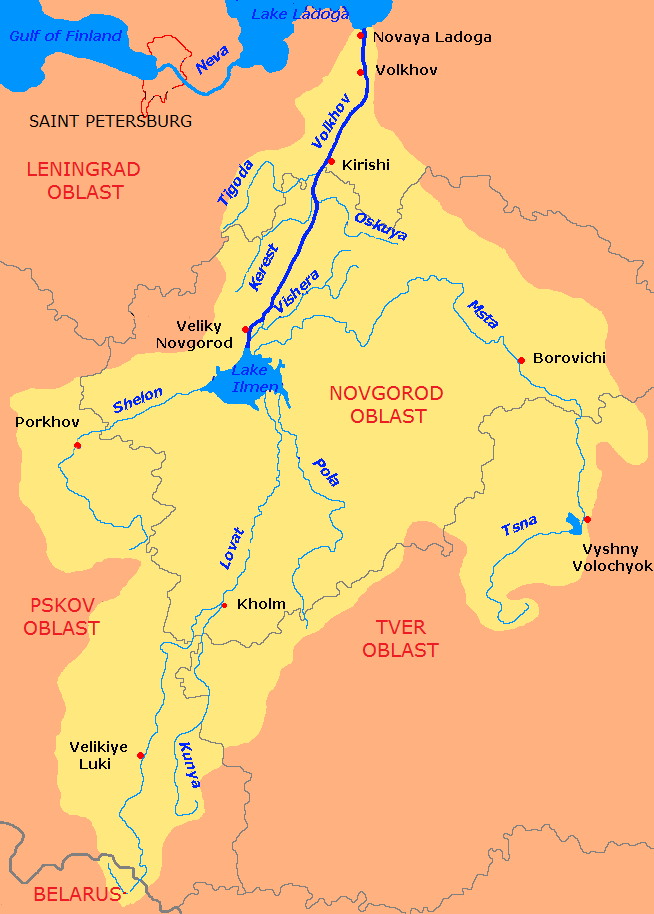
D'Aldeigjuborg à la Volga

Les marchands transportaient leurs marchandises (fourrures, glaives, miel et esclaves) à travers les territoires des tribus finnoises et permes vers le territoire des Bulgares. De là, ils continuaient sur la Volga vers le khaganat khazar où la capitale, Atil, constituait un entrepôt important sur les bords de la mer Caspienne. D’Atil, les marchands rous’ traversaient la mer avant d’emprunter les routes caravanières conduisant à Bagdad.
Vers 885-886, ibn Khordadbeh, géographe et chef des services de renseignements des califes abbasides, écrivait au sujet des marchands rous’ qui se rendaient du nord de l’Europe vers Bagdad :

« [Ils] transportent des peaux de castor, des fourrures de renard noir et des glaives des tréfonds de Saqaliba   vers la mer de Rum [c.a.d. la mer Noire]. Le souverain de Rum [c.a.d. l’empereur byzantin] prélève un droit sur ces produits. S’ils le désirent, ils peuvent se rendre jusqu’au Tnys [c.a.d. le fleuve Tanais, nom grec du Don], au Yitil [c.a.d. Itil, l’ancien nom de la Volga] ou au Tin [que l’on identifie au Don ou à la Donets du Nord], fleuve et rivière de Saqaliba. Ils voyagent vers Khamlij, la cité des Khazars dont le souverain prélève un droit. Ils se dirigent ensuite vers la mer de Jurjan [la mer Caspienne] où ils peuvent mettre pied à terre sur la rive qu’ils choisissent… Il leur arrive de transporter leurs marchandises de Jurjan par chameau jusqu’à Bagdad. Des esclaves saqlab font la traduction. Ils assurent être chrétiens et payer la jizya »

Dans le récit de Khordadbeh, les Rous’ sont décrits comme étant « des sortes de Saqaliba », terme généralement employé pour décrire les Slaves. Les tenants de l’école anti-normaniste ont interprété ce passage comme signifiant que les Rous' étaient slaves plutôt que scandinaves. Pour les tenants de la thèse normaniste, le mot Saqaliba était souvent employé pour décrire toutes les populations aux cheveux blonds et à la peau pâle de l'Europe du Nord-Est, de l'Est et du Centre de telle sorte que le terme employé par ibn Khordadbeh ici porte à confusion.
Les historiens modernes sont également en désaccord sur l'interprétation à donner au fait que les Rous’ utilisaient des interprètes Saqlab. Les tenants de la thèse anti-normanistes y voient la preuve que les Rous’ et leurs interprètes partageaient une même langue slave. Toutefois, le slavon était à cette époque une langue parlée partout en Europe de l’Est.
Nous possédons également une description des communautés rous’ vivant le long de la Volga grâce à la plume du géographe perse ibn Rustah :

« Ils se servent de leurs navires pour piller as-Saqaliba (les communautés slaves environnantes) et en rapporter des esclaves qu’ils vendent aux Khazars et aux Bulgares… Ils ne possèdent ni propriétés, ni villages, ni champs; leur seule occupation est de négocier les peaux de zibelines, d’écureuils ou autres fourrures. Ils remisent alors les sommes qu’ils acquièrent dans leurs ceintures. Ils portent des vêtements propres et les hommes se parent de bracelets d’or. Ils traitent bien leurs esclaves et leurs vêtements sont raffinés parce qu’ils se donnent de tout cœur au commerce. »

En 921-922, ibn Fadlan participait à une mission diplomatique partie de Bagdad se rendant chez les Bulgares de la Volga. Il nous a laissé ses impressions des Rous’ de cette région qui faisaient le trafic des fourrures et des esclaves. Johannes  Brønsted voit dans les commentaires de ibn Fadlan une indication que ces Rous’ avaient conservé leurs coutumes scandinaves quant à leurs armes, leurs punitions, les funérailles en bateaux et les sacrifices religieux.
Le récit d’ibn Fadlan contient une description détaillée des prières et sacrifices utilisés pour s’assurer du succès dans leur commerce.

« Après avoir ancré leurs navires, chaque homme met pied à terre emportant avec lui du pain, de la viande, des oignons, du lait et du nabid (possiblement de la bière). Il dépose ces offrandes devant un grand poteau de bois muni d’une figure ressemblant à un visage humain, entouré de plus petites figures fichées devant de grands poteaux dans le sol. Chaque homme se prosterne devant le grand poteau et récite : « Seigneur, je suis venu de loin avec tant de filles, tant de peaux de zibelines (et autres marchandises dont il dispose). Je vous apporte ces offrandes ». Il dépose alors ses offrandes et continue : « Envoyez-moi un marchand qui  a beaucoup de dinars et dirhams et qui va faire affaire avec moi sans trop de marchandage ». Après quoi il s’en va. Si, par la suite, les affaires sont lentes à se développer ou à bien aller, il revient vers la statue avec de nouveaux présents. Si les affaires ne s’améliorent pas il revient une fois encore avec de nouvelles offrandes, mais cette fois pour les plus petites figures, implorant leur intercession en disant : «  Voici les femmes, filles et fils de notre Seigneur ». Il prie alors chaque figure à tour de rôle, leur demandant d’intercéder pour lui et se fait humble devant elles. Et si les affaires vont bien, il dira : « Mon Seigneur a comblé mes attentes, et c’est maintenant mon devoir de le repayer ». Là-dessus il sacrifie chèvre ou bétail ou alors les distribue comme aumône. Il dépose le reste devant les statues, grandes et petites, et place les têtes d’animaux sur des piques. Évidemment après le coucher du soleil, les chiens viennent dévorer celles-ci. L’heureux commerçant dira alors : « Le Seigneur est content de moi et a dévoré mes offrandes. »

Les Rous’ cependant céderont à l’influence étrangère en matière de costume des chefs défunts et surchargeront leurs femmes de bijoux.

« Chaque femme porte sur la poitrine un contenant fait de fer, d’argent, de cuivre ou d’or, selon la richesse de son mari. Un étui est attaché au contenant pour porter son couteau qui est également attaché à sa poitrine. Elle porte autour du cou des bagues d’argent ou d’or. Lorsqu’un homme a amassé 10 000 dirhams il offre à sa femme une bague d’or; lorsqu’il en a amassé 20 000 il en offre deux et ainsi de suite pour chaque tranche de 10 000 dirhams qu’il acquiert. Souvent, la femme porte nombre de ces bagues. Leurs ornements les plus précieux sont des billes vertes faites d’argile. Ils feraient n’importe quoi pour les obtenir; ils peuvent s’en procurer une pour un dirham qu’ils enfilent et en font des colliers pour leurs épouses. »

## Déclin

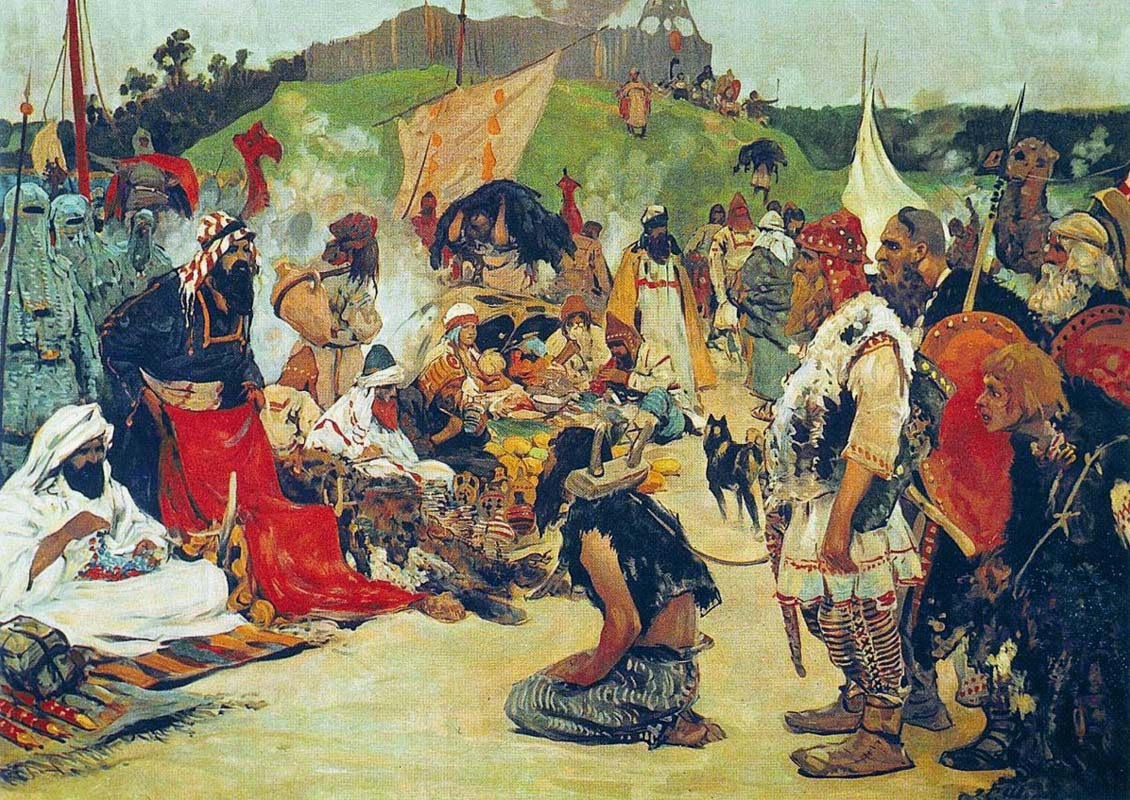
Les Rous’ négociant avec les Khazars. Toile de Sergueï Ivanov, 1913.

La route commerciale de la Volga perdit son importance au XIe siècle dû au déclin des mines d’argent du califat abbasside au profit de la route des Varègues aux Grecs qui utilisaient le Dniepr vers la mer Noire et Constantinople. La saga islandaise Yngvars saga víðförla rapporte une expédition suédoise dans la mer Caspienne vers 1041 conduite par Ingvar-au-long-cours (Ingvar Vittfarne en norvégien) qui suivit la Volga vers le pays des Sarrazins (Serkland). L’expédition ne réussit pas; ce fut la dernière tentative de rouvrir la route entre la Baltique et la Caspienne par les Varègues.
La route de la Volga était toutefois appelée à jouer un rôle de première importance dans le commerce intérieur de la Horde d’Or et, plus tard, entre le grand-duché de Moscou et les khanats tatares. Certains marchands russes s’aventurèrent encore plus loin et Afanasy Nikitin, après avoir remonté la Volga de Tver jusqu’à Astrakhan en 1466, traversa la mer Caspienne et finit par arriver en Perse et en Inde. Ce commerce international ne diminuera qu’après la chute des khanats de Kazan (1552) et d’Astrakhan (1556), lorsque la Volga dans son ensemble sera sous contrôle russe. Mais le fleuve conservera son importance pour le commerce interne de la Russie de même qu’entre la Russie et la Perse.
Ces voies seront aménagées pour le transport fluvial moderne au 20è siècle pour former ce que l'on nomme système des Cinq-Mers ou officiellement le réseau unifié de voies navigables de grande profondeur en Russie d'Europe.

## Note
1. ↑  Les historiens normanistes affirment la prépondérance de l’élément scandinave (ou normand) dans les débuts de la Rous’ kiévienne. Cette thèse a été avancée par des savants allemands du XVIIIe siècle et soutenue par certains historiens russes du XIXe siècle. Les historiens anti-normanistes affirment la prépondérance de l’élément slave. Elle  fut soutenue en particulier par les historiens soviétiques. La querelle se poursuit; toutefois, les recherches les plus récentes tendent à réconcilier les deux thèses. Voir Kondratieva (1996), p. 22-24 et Heller (1997) p. 21-22.)